# David Sebasti
David Sebasti (Buenos Aires, 10 luglio 1968) è un attore argentino la cui carriera si è svolta principalmente in Italia.

## Biografia
Diplomatosi all'Accademia Nazionale d'Arte Drammatica, lavorò per molti anni esclusivamente in teatro soprattutto diretto da Giancarlo Cobelli.
Nel 1999 esordì in televisione con il film televisivo Il compagno, regia di Francesco Maselli, tratto dall'omonimo romanzo di Cesare Pavese.
Nel 2003 fu tra i protagonisti, con il ruolo di Giuliano Mantegna, del film Il quaderno della spesa, regia di Tonino Cervi. Nel 2007 fu protagonista della quinta stagione della serie tv Un medico in famiglia, dove interpretò il ruolo del medico Emilio Villari. Recitò nell'ultima puntata della terza stagione di Che Dio ci aiuti e interpretò il personaggio di Ranieri Degli Innocenti nella terza stagione della serie televisiva Le tre rose di Eva.

## Teatro
- I sette a Tebe
- Dialoghi con Leuco
- Turandot
- Un patriota per me
- Dialoghi nella palude
- Piccolo teatro del mondo
- Troilo e Cressida
- Edoardo II
- L'Illusion comique
- Miracolo del corporale
- La tempesta
- La fine del Titanic
- Tutto per amore
- Pensaci, Giacomino
- Zoo Story
- Sangue
- La favola della pelle e la rosa
- Eva Peron
- Peer Gynt
- La bottega del caffè
- Andreas od i ricongiunti
- L'idiota
- Ritorno a casa
- Frammenti di un discorso
- Medea - La lunga notte
- Col passare degli anni
- La coscienza di Zeno
- Trilogia della villeggiatura
- Appuntamento a Londra

## Filmografia

### Cinema
- Il quaderno della spesa, regia di Tonino Cervi (2003)
- Eleonora D'Arborea, regia di Claver Salizzato (2005) [1]
- Altromondo, regia di Fabio Massimo Lozzi (2008)
- Torno indietro e cambio vita, regia di Carlo Vanzina (2015)

### Televisione
- Il compagno , regia di Francesco Maselli - film TV (1999) [2]
- Cuore, regia di Maurizio Zaccaro - miniserie TV (2001) [3]
- Le ragioni del cuore, regia di Anna Di Francisca, Luca Manfredi e Alberto Simone - miniserie TV (2002)
- La signora delle camelie, regia di Lodovico Gasparini - miniserie TV (2005)
- La provinciale, regia di Pasquale Pozzessere - miniserie TV  (2006)
- Nati ieri, regia di Carmine Elia, Paolo Genovese e Luca Miniero - serie TV (2006-2007)
- R.I.S. 3 - Delitti imperfetti, regia di Pier Belloni – serie TV, episodio 3x05 (2007)
- Un medico in famiglia 5, regia di Ugo Fabrizio Giordani, Isabella Leoni ed Elisabetta Marchetti - serie TV (2007)
- Il bene e il male, regia di Giorgio Serafini e da Dario Acocella - miniserie TV, 1 episodio (2009)
- Fratelli Benvenuti, regia di Paolo Costella - miniserie TV (2010)
- Rosso San Valentino - serie TV (2013)
- Che Dio ci aiuti - serie TV (2014)
- Le tre rose di Eva 3 - serie TV (2015)
- L'onore e il rispetto - Ultimo capitolo - serie TV (2017)
- Furore - serie TV (2018)
- Nero a metà (seconda stagione), regia di Marco Pontecorvo - serie TV, 4 episodi (2020)
- Lea, regia di Isabella Leoni – serie TV, 4 episodi (2022)
- Fedeltà, regia di Andrea Molaioli e Stefano Ciprani - serie Netflix, episodi 1x02-1x06 (2022)
- Doc - Nelle tue mani, regia di Beniamino Catena e Giacomo Martelli - serie TV, episodio 2x12 (2022)
- Studio Battaglia, regia di Simone Spada - serie TV (2022-2024)
- Nero a metà (terza stagione), regia di Claudio Amendola - serie TV, episodio 3x01 (2022) [4]
- Gloria, regia di Fausto Brizzi - serie TV (2024)
- Kostas, regia di Milena Cocozza – serie TV, episodi 1x01-1x02 (2024)
- Libera, regia di Gianluca Mazzella – serie TV, 6 episodi (2024)

## Radio
- Cocktail party
- Nembo
- La fidanzata povera
- Sono uno scemo